# One Life (film 2023)
One Life è un film del 2023 diretto da James Hawes.
La pellicola, adattamento cinematografico della biografia If It's Not Impossible... The Life of Sir Nicholas Winton scritta da Barbara Winton, narra le vicende di Nicholas Winton, uno dei fautori dell'operazione Kindertransport che salvò 669 bambini ebrei prima dell'inizio della seconda guerra mondiale, provenienti dalla Germania nazista e dai territori occupati.

## Trama
Un agente di cambio britannico visita la Cecoslovacchia alla fine degli anni '30 e partecipa alla preparazione di piani per aiutare nel salvataggio dei bambini ebrei prima dell'inizio della seconda guerra mondiale, in un'operazione che diventerà nota come Kindertransport.

## Produzione
Le riprese del film sono iniziate a Londra nel settembre 2022 per poi spostarsi a Praga.

## Promozione
Il primo trailer del film è stato diffuso il 7 settembre 2023.

## Distribuzione
Il film è stato presentato in anteprima al Toronto International Film Festival il 9 settembre 2023, distribuito nelle sale cinematografiche britanniche a partire dal 1º gennaio 2024, mentre in Italia dal 21 dicembre 2023.
È il primo film in cui Anthony Hopkins viene doppiato in Italia da Carlo Valli, dopo la scomparsa di Dario Penne.

## Accoglienza

### Incassi
Il film ha incassato complessivamente 56475835 $.

### Critica
Sull'aggregatore di recensioni Rotten Tomatoes ha un indice di gradimento del 90% basato su 146 recensioni, con un voto medio di 7,3 su 10. Su Metacritic ottiene un punteggio di 69 su 100 basato su 30 recensioni.

## Riconoscimenti
- 2024 - National Film Awards[9]
  - Candidatura per il miglior attore a Anthony Hopkins
  - Candidatura per il miglior attrice non protagonista a Helena Bonham Carter
  - Candidatura per il miglior film drammatico
  - Candidatura per la miglior performance straordinaria a Antony Hopkins
  - Candidatura per il miglior film
  - Candidatura per il miglior regista a James Hawes
  - Candidatura per il miglior contributo al film a Anthony Hopkins